# Однажды в Стране чудес
«Одна́жды в Стране́ чуде́с» (англ. Once Upon a Time in Wonderland) — американский телесериал, созданный Эдвардом Китсисом и Адамом Хоровицом и являющийся спин-оффом сериала «Однажды в сказке». В центре сюжета находится Алиса, персонаж книг Льюиса Кэрролла. Сериал выходил на телеканале ABC в сезоне 2013/14 годов и транслировался по четвергам в восемь вечера, начиная с 10 октября.
Сериал не имел успеха и был закрыт 27 марта 2014 года после одного сезона.

## Сюжет
В викторианском Лондоне красивая и молодая Алиса рассказывает историю о необычной стране, которая существует по ту сторону кроличьей норы. Там обитают исчезающий кот, курящая кальян гусеница, ожившие игральные карты и другие фантастические существа. Конечно, девушку приняли за сумасшедшую. Главная цель врачей — вылечить её, чтобы Алиса забыла всё, что там происходило. Алиса тоже согласна забыть обо всём, потому что ей доставляют боль воспоминания о джинне, в которого она влюбилась и потеряла навсегда. Но красивый и таинственный Сайрус ставит девушку перед фактом: в глубине души она знает, что мир, о котором она рассказывала, существует. И в самый последний момент Валет Червей и неутомимый Белый Кролик спасают Алису от неизбежности.

## Производство
В феврале 2013 года Эдвард Китсис и Адам Хоровиц вместе с продюсерами Заком Эстринрм и Джейн Эспенсон объявили о разработке спин-оффа сериала «Однажды в сказке», посвящённого Алисе в стране чудес.
В сравнении со сказкой Кэрролла, в сериале появятся новые персонажи: например, Сайрус, охарактеризованный авторами как «экзотический, душевный и оптимистичный», и Валет, «язвительный авантюрист, человек действия, одиночка и сердцеед». 28 марта 2013 года было объявлено, что главную роль получит молодая британская актриса Софи Лоу, а её возлюбленного Сайруса будет играть Питер Гадиот. Майкл Сока сыграет Валета Червей. Барбара Херши получит возможность повторить в спин-оффе свою роль Королевы Червей из основного сериала. Кроме того, в апреле Пол Рубенс был выбран для озвучивания Белого Кролика, а роль Красной Королевы отдана Эмме Ригби.
10 мая 2013 года телеканал ABC дал пилоту «зелёный свет» и заказал съёмки сериала для трансляции в сезоне 2013/14 годов, а также объявил, что Джон Литгоу заменит Рубенса в озвучивании Белого Кролика. 14 мая 2013 года было объявлено, что спин-офф выпустят в эфир в четверг вечером вместо того, чтобы делать его вставкой в оригинальный сериал. Первоначально планировалось снять стандартный сезон из 13-ти эпизодов, но в конце июня 2013 года телеканал сообщил о решении не разглашать количество дополнительных эпизодов, хотя создатели сериала Китсис и Хоровиц уже распланировали весь первый сезон. «Мы действительно хотим рассказать историю, не беспокоясь о том, как растянуть её на пять лет, — сказал Эдвард Китсис. — Это не должен быть 22-х эпизодный сезон. Независимо от того чем он закончится, мы расскажем полную историю…».
На Comic-Con 2013 было объявлено, что бывшая звезда сериала «Остаться в живых» Навин Эндрюс исполнит роль злодея Джафара. В сентябре появилось сообщение, что Кит Дэвид и Игги Поп будут озвучивать Чеширского кота и Гусеницу.

## Критика
Отзывы о сериале в целом были благоприятными. На основе 21 отзыва он получил 61 балл из 100 по версии Metacritic. На Rotten Tomatoes сериал получил рейтинг одобрения 63 % на основе 35 обзоров со средней оценкой 6,5 из 10. Критический консенсус сайта гласит: «„Однажды в Стране чудес“ привлекательна для глаз и приятно рассказана, но теряет некоторый блеск из-за беспорядочной истории и неприятных жителей Страны чудес».
Мэри Макнамара из Los Angeles Times положительно оценила сериал, написав: «Многое здесь — хорошо и красиво сделано. Частично это вызвано магией компьютерной графики (дворец Красной Королевы великолепен, а уши Белого Кролика сделаны мастерски), а частично — тем, что это просто хорошая история, исполненная чувствами, которых у Лоу и Сока в изобилии. Добавьте к этому остроумные диалоги персонажей и, конечно же, стимпанк викторианской готики, — и вот, ABC получает ещё одну возможность перехватить у других наш семейный час». Дэвид Виганд из San Francisco Chronicle пишет, что, хотя сюжет является «немного размытым», но «спецэффекты и чёткая режиссура […] достаточно интересны для того, чтобы мы последовали за Алисой в кроличью нору». Брайан Лоури из Variety дал противоречивый отзыв, написав: «Страна чудес не менее красива [чем оригинальный сериал], но за этими спецэффектами скрываются многие потенциальные недостатки. Привлекательность Алисы, безусловно, помогает восприятию, но то, что нам уже показано, делает маловероятным, что финал у этой истории будет сказочным».

## Актёры и персонажи

### Основной состав
- Софи Лоу — Алиса
- Майкл Сока — Уилл Скарлет / Червонный Валет / Белый Король
- Питер Гадиот — Сайрус
- Эмма Ригби — Анастасия / Красная Королева / Белая Королева
- Навин Эндрюс — Джафар[22]
- Джон Литгоу — голос Белого Кролика

### Второстепенный состав
- Джонатан Койн — доктор Лидгейт
- Барбара Херши — Кора / Королева Червей
- Вупи Голдберг — голос Миссис Белый Кролик
- Кит Дэвид — голос Чеширского Кота
- Игги Поп — голос Гусеницы
- Зулейка Робинсон — Амара
- Лорен Макнайт — Лизард (Ящерица)
- Пета Сержант — Джаббервока
- Милли Бобби Браун — Алиса в детстве
- Шон Смит — Эдвин (отец Алисы)
- Хезер Дорксен — Сара (мачеха Алисы)
- Кайли Роджерс — Милли (сводная сестра Алисы)
- Энтони Кейван — Джафар в детстве

## Сезоны
| Сезон | Сезон | Эпизоды | Оригинальная дата показа | Оригинальная дата показа |
| Сезон | Сезон | Эпизоды | Премьера сезона          | Финал сезона             |
| ----- | ----- | ------- | ------------------------ | ------------------------ |
|       | 1     | 13      | 10 октября 2013          | 3 апреля 2014            |

## Список эпизодов
| № | Название                                           | Режиссёр          | Автор сценария                                           | Дата премьеры   | Зрители в США (млн) |
| --- | -------------------------------------------------- | ----------------- | -------------------------------------------------------- | --------------- | ------------------- |
| 1 | «Вниз по кроличьей норе» «Down The Rabbit Hole»    | Ральф Хемекер     | Эдвард Китсис, Адам Хоровиц, Зак Эстрин и Джейн Эспенсон | 10 октября 2013 | 5,82                |
| Вернувшаяся из страны чудес Алиса, которой никто не верит, проходит лечение в психиатрической больнице. Червонный Валет и Кролик отводят её в страну чудес. Красная Королева объединяется с Джафаром, чтобы изменить законы магии и исполнить свои желания. Алиса и Валет Червей, находящийся в розыске, отправляются на поиски дома Шляпника, в котором, по слухам, прячется Сайрус. Дом Шляпника оказывается пустым. Но перед домом в траве Алиса находит кулон Сайруса. |                                                    |                   |                                                          |                 |                     |
| 2 | «Доверься мне» «Trust Me»                          | Ромео Тирон       | Рина Мимоун                                              | 17 октября 2013 | 4,53                |
| Много лет назад в Аграбе от торговца шарфами Джафар узнаёт о существовании джинна. Джинн по приказу хозяина спасается бегством и оказывается в стране чудес. Наши дни. Алиса и Валет составляют план спасения Сайруса. Узнав, кто их враг, Алиса раскрывает Валету настоящий план и отправляется к настоящему тайнику. Но лампа уже в руках Красной Королевы. Потерявшая уверенность в любви Сайруса Алиса получает послание от него.                                      |                                                    |                   |                                                          |                 |                     |
| 3 | «Узелок на память» «Forget Me Knot»                | Дэвид Соломон     | Ричард Хэтем                                             | 24 октября 2013 | 4,38                |
| Несколько лет назад в Зачарованном лесу Уилл Скарлетт вступает в банду Робина Гуда. Наши дни. Алиса и Валет пытаются выяснить, кто забрал лампу. Джафар перехватывает послание Алисы и вместе с Королевой ищет способ вынудить Алису загадать желание. Алиса и Валет попадают в ловушку, но с помощью желаний им удаётся спастись. Королева и Джафар обманом вынуждают Генделя выдать своих гостей. Алиса и Валет узнают о предательстве Кролика.                          |                                                    |                   |                                                          |                 |                     |
| 4 | «Змея» «The Serpent»                               | Ральф Хемекер     | Йен Нэш                                                  | 7 ноября 2013   | 3,55                |
| Много лет назад в Аграбе маленький Джафар поступает на учёбу к Амаре. Наши дни. Королева сажает Валета в темницу. Алиса находит нового спутника — сборщицу Элизабет — и отправляется к Красной Королеве. Королева уговаривает Уилла бежать, но тот отказывается. Переодевшись в палача, Алиса спасает Валета от казни. Джафар вынуждает Алису загадать желание, но второй раз Алиса отказывается, и Джафар обращает Валета в статую.                                       |                                                    |                   |                                                          |                 |                     |
| 5 | «Сердце камня» «Heart of Stone»                    | Пол А. Эдвардс    | Кэти Уэк                                                 | 14 ноября 2013  | 3,73                |
| В прошлом Уилл и Анастасия прыгают сквозь зеркало в Страну Чудес, чтобы начать новую жизнь. Но всё оказывается не так, как им представлялось. В то время как Уилл мечтает о спокойной жизни с любимой, Анастасия грезит о троне. Наши дни. Красная Королева убеждает Алису помочь ей в обмен на информацию о Сайрусе, который ловко сбежал из замка Джафара и оставил Белого Кролика в крайне затруднительной ситуации.                                                    |                                                    |                   |                                                          |                 |                     |
| 6 | «Кто такая Алиса?» «Who's Alice?»                  | Рон Андервуд      | Джером Шварц                                             | 21 ноября 2013  | 3,53                |
| Джафар наведывается в психиатрическую лечебницу, и доктор Лидгейт предоставляет ему информацию об Алисе. Тем временем в Стране Чудес девушка оказывается в Черном Лесу. Валет пробудился от чар с помощью невероятной союзницы, а Сайрус скрывается от Красной Королевы. |                                                    |                   |                                                          |                 |                     |
| 7 | «Грязная кровь» «Bad Blood»                        | Киаран Донелли    | Джейн Эспенсон                                           | 5 декабря 2013  | 3,24                |
| Алиса обнаруживает своего отца в Стране Чудес и пытается наладить с ним отношения. принимаются налаживать разрушенные отношения, что заставляет её принять трудное решение. В прошлом, потерявший мать Джафар становится на сторону зла. |                                                    |                   |                                                          |                 |                     |
| 8 | «Дом» «Home»                                       | Ромео Тирон       | Эдвард Китсис и Адам Хоровиц                             | 12 декабря 2013 | 3,30                |
| В прошлом раскрывается история Сайруса. Алиса ищет белого кролика, чтобы получить объяснение его предательства. Взаимное презрение Красной Королевы и Джафара достигает критической стадии и приводит к тяжёлым последствиям. |                                                    |                   |                                                          |                 |                     |
| 9 | «Нечего бояться» «Nothing to Fear»                 | Майкл Словис      | Ричард Хэтем и Джен Као                                  | 6 марта 2014    | 3,27                |
| Ящерица в обмен на желания освобождает Валета. Сайрус и Алиса, вынужденные с помощью Красной Королевы спасать Уилла, сталкиваются с крестьянским бунтом. Джафар захватывает Замок Красной Королевы и призывает Бармаглота. |                                                    |                   |                                                          |                 |                     |
| 10 | «Грязные маленькие секреты» «Dirty Little Secrets» | Алекс Закржевский | Адам Нуссдорф и Рина Мимоун                              | 13 марта 2014   | 3,22                |
| В прошлом Сайрус оставляет мать на пороге смерти и принимает решение с дурными последствиями. Наши дни. Алиса с Сайрус отделяется от Валета и Красной Королевы. Валет и Красная Королева сталкиваются с устрашающим Бармаглотом, а отношения Сайруса и Алисы подвергаются испытанию. |                                                    |                   |                                                          |                 |                     |
| 11 | «Суть дела» «Heart of the Matter»                  | Дэвид Бойд        | Джен Као и Кэти Уэк                                      | 20 марта 2014   | 3,51                |
| Алиса и Сайрус меняют приоритеты, узнав, что в плену у Джафара находятся дорогие им люди. Красная Королева оказывается в большой опасности, и помочь ей может только Валет. В прошлом Анастасия готовится к свадьбе с Королём и знакомится с Корой. У Уилла появляется враг в лице Коры. |                                                    |                   |                                                          |                 |                     |
| 12 | «Поймать вора» «To catch a thief»                  | Билли Гейрхарт    | Адам Нуссдорф и Джером Шварц                             | 27 марта 2014   | 3,35                |
| В прошлом Валет охотится за Алисой по поручению Коры в обмен на своё сердце. Наши дни. Дружба Алисы и Валета подвергается испытанию. Тем временем Бармаглот пытается освободиться от власти Джафара, и ему приходится противостоять бывшей союзнице. |                                                    |                   |                                                          |                 |                     |
| 13 | «И жили они...» «And they lived...»                | Кари Скогланд     | Эдвард Китсис, Адам Хоровиц и Зак Эстрин                 | 3 апреля 2014   | 3,38                |
| С помощью магии Джафар заставляет отца и Анастасию полюбить его. После бегства Алисы, Амары и Сайруса, Джафар решает созвать армию мертвецов. Алиса и Кролик собирают свою армию, чтобы лицом к лицу столкнуться с Джафаром. |                                                    |                   |                                                          |                 |                     |